# 모리야 겐타로
다케오카 유토(일본어: 森谷 賢太郎, 1988년 9월 21일 ~ )는 일본의 축구 선수이다.

## 구단 경력
그는 2011년부터 2024년까지 J리그의 요코하마 F. 마리노스, 가와사키 프론탈레, 주빌로 이와타, 에히메 FC, 사간 도스에서 활동하였다.